# Focke-Wulf Ta 152
El Focke-Wulf Ta 152 fue un caza interceptor de gran altitud alemán de la Segunda Guerra Mundial. El Ta 152 fue un desarrollo de los últimos modelos del Focke-Wulf Fw 190D, pero el prefijo fue cambiado de ‘Fw’ a ‘Ta’ con intención de reconocer las contribuciones de Kurt Tank, quien dirigió el equipo de diseño. Estaba previsto que fuera fabricado en al menos tres versiones: el Ta 152H Höhenjäger («caza de gran altitud»), el Ta 152C diseñado para operaciones a baja cota y de ataque a tierra utilizando un motor distinto y alas de menor envergadura, y el caza-avión de reconocimiento Ta 152E que era igual al modelo C pero con el motor del modelo H.
El primer Ta 152H entró en servicio con la Luftwaffe en enero de 1945. La producción total del Ta 152 incluyendo prototipos y ejemplares de preproducción fue estimada erróneamente por una fuente en 220. Pero al parecer, solo fueron entregados en torno a 43 aviones de producción antes del final de la guerra. Fue introducido demasiado tarde como para que tuviera un impacto significativo en la contienda.

## Historia
Mejoras sucesivas de la célula de la serie FW 190D para conseguir superiores prestaciones a alta cota condujeron a la introducción del Focke-Wulf Ta 152 y del Ta 153. El último fue construido únicamente como prototipo de desarrollo propulsado por un Daimler-Benz DB 603 y equipado con un ala completamente nueva de gran alargamiento y envergadura aumentada, junto con la minuciosa modificación de la estructura del fuselaje, las superficies de cola y los sistemas de a bordo. Fue abandonado porque su introducción habría acarreado problemas de producción a las factorías que montaban Fw 190 .
El Ta 152, tal y como fue estudiado en un principio, era muy similar estructuralmente al FW 190D, excepto en lo concerniente a flaps y tren de aterrizaje, que eran operados por sistemas hidráulicos en lugar de eléctricos. En otoño de 1944 apareció un prototipo, con motor Junkers Jumo 213 E y alas con mayor alargamiento y envergadura; este aparato se estrelló el 8 de octubre y fue reemplazado en el programa del Ta 152H por otro ejemplar con motor Jumo pero con alas de Fw 190 de serie.
El primero de los veinte Ta 152-H-0 de preserie construidos por la factoría Focke-Wulf de Cottbus voló en octubre de 1944, y las pruebas operativas corrieron a cargo del ErprobungsKommando 152, con base en Rechlin, antes de que el tipo entrase en servicio con la JG 301, unidad encargada de la protección de las bases empleadas por los cazas a reacción Messerschmitt Me 262, que eran muy vulnerables durante las fases de despegue y aterrizaje.

## Versiones

### Ta-152H-1, diseñado para operar a gran altitud

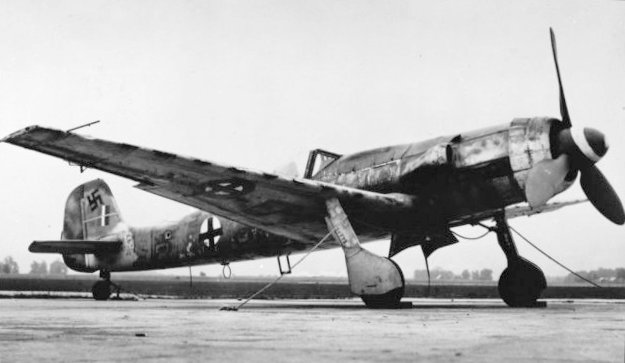
Ta 152H

El Ta-152H tenía excelentes prestaciones a gran altitud gracias al motor Jumo 213E de 1305 kW (1750 cv), el cual contaba con un compresor mecánico de 2 etapas y 3 velocidades e incluía el sistema de inyección MW-50 y GM-1. Para mejorar la operación a gran altitud se instaló un ala de perfil laminar y elevado alargamiento. La cabina del Ta-152H fue trasladada ligeramente hacia atrás para modificar el centro de gravedad mejorando la estabilidad.
El Ta 152 H estaba fuertemente armado ya que debía lidiar con grandes formaciones de bombarderos aliados. Su armamento consistía en un cañón Rheinmetall-Borsig MK 108 de 30 mm que disparaba a través del buje de la hélice y dos cañones Mauser MG 151/20 de 20 mm  instalados en las raíces alares.
El Ta 152 H estaba entre los cazas a pistón más rápidos de la guerra, siendo capaz de alcanzar los 755 km/h a 13.500 m de altitud (utilizando el GM-1) y los 560 km/h al nivel del mar (usando el MW-50). Por lo general, los pilotos utilizaban el sistema de inyección de agua-metanol MW-50 a baja altitud (hasta los 10 000 m) y el de inyección de óxido nitroso GM-1 para grandes altitudes, a pesar de que ambos sistemas podían ser utilizados al mismo tiempo. El Ta 152 fue uno de los primeros aviones diseñados especialmente para utilizar el sistema de inyección de óxido nitroso, sistema que actualmente se utiliza en diversas preparaciones en el mundo de la automoción para obtener, igualmente, una sobrepotencia temporal mientras dura la inyección.
El Ta 152 no era un avión muy fiable, en gran parte debido a que no hubo tiempo para pulir el diseño, por lo que gran parte de los 67 aviones entregados fueron quedando en tierra debido a problemas mecánicos. Estos problemas resultaron imposibles de solucionar debido a la situación desastrosa en la que se encontraba el sistema logístico y manufacturero alemán en los últimos meses de la guerra y solo dos Ta 152 C estaban en condiciones operacionales de vuelo al momento de la rendición alemana. Todos los aviones de la variante H estaban parados en tierra a causa de fallos en los motores. De los Ta 152 H que llegaron a volar antes del fin de la guerra, la gran mayoría realizó misiones de apoyo cercano y de escolta, protegiendo los aeródromos de los Messerschmitt Me 262 durante la delicada fase de despegue y aterrizaje. Misiones para lo que no estaban específicamente diseñados.

### Ta-152C-0, diseñado para mediana altitud
Kurt Tank deseaba utilizar el motor Daimler-Benz DB 603LA en el Ta-152 ya que ofrecía mejores prestaciones a gran altitud y también un mayor potencial de desarrollo. Sin embargo, el motor había sido utilizado en el FW 190 B/C con muchas dificultades por lo que su instalación fue considerada como muy dificultosa por el Reichsluftfahrtministerium (Ministerio del Aire del Reich). Finalmente el Ta-152C fue equipado con el motor Daimler-Benz, pero su desarrollo fue muy tardío por lo que solo un par de aviones de esta variante se construyeron antes de que terminara la guerra.
La variante C,  diseñada para operar a menor altitud que el modelo H, llevaba armamento aún más pesado, consistente en un cañón MK 108 de 30 mm que disparaba a través del buje de la hélice y cuatro cañones MG 151/20 de 20 mm de los que dos estaban instalados en las raíces alares y los otros dos sobre el capo del motor sustituyendo a las ametralladoras MG 131 del Fw 190 Dora. El Ta-152C podía destruir cualquier bombardero aliado con tan solo una ráfaga, aunque el peso extra del armamento afectó negativamente su velocidad y la maniobrabilidad.

### Versión japonesa
Mientras la guerra se acercaba a su fin, gran parte de la tecnología aeronáutica que el Tercer Reich tenía para ofrecer fue cedida o comprada por Japón con la esperanza de contener la inminente derrota de sus fuerzas armadas y la presión del cada vez mayor poder aéreo aliado. 
En abril de 1945 el Ejército Imperial Japonés adquirió la licencia de producción, los esquemas y los manuales necesarios para la producción del Ta 152, una decisión lógica si se tiene en cuenta que los aviadores japoneses debían combatir contra el afamado Boeing B-29 Superfortress. Sin embargo, no existen evidencias que demuestren que Japón había comenzado el desarrollo de su versión del Ta 152 antes de agosto de 1945, fecha de la rendición japonesa.

## Producción
Se construyeron alrededor de ciento cincuenta Ta 152 de todos los tipos, incluyendo los prototipos. De los casi 150 Ta 152 H que fueron producidos, más de la mitad fueron destruidos por los aliados antes de ser entregados a la Luftwaffe. Solo unos pocos Ta 152 C fueron fabricados antes de que las fuerzas terrestres aliadas tomaran las instalaciones donde eran producidos.

## Especificaciones (Ta 152 H-1)

### Características generales
- Tripulación: 1 piloto
- Longitud: 10,8 m (35,5 ft)
- Envergadura: 14,4 m (47,4 ft)
- Altura: 3,4 m (11 ft)
- Superficie alar: 23,5 m² (253 ft²)
- Peso vacío: 4031 kg (8884,3 lb)
- Peso cargado: 4625 kg (10 193,5 lb)
- Peso máximo al despegue: 5217 kg (11 498,3 lb)
- Planta motriz: 1× motor V12 invertido refrigerado por líquido Jumo 213E.
  - Potencia: 1287 kW (1726 HP; 1750 CV) , incrementada a 1.508 kW (2.050 CV) con inyección de MW-50 en el sobrealimentador
- Hélices: 1× tripala por motor.

### Rendimiento
- Velocidad máxima operativa (Vno): 759 km/h a 12.500 m y usando inyector de óxido nitroso GM-1
- Alcance: 2.000 km
- Techo de vuelo: 14.800 m
- Régimen de ascenso: 19,2 m/s
- Carga alar: 202 kg/m²
- Potencia/peso: 0,276 kW/kg

### Armamento
- Cañones: 3× 

  - 1× MK 108 de calibre 30 mm en el eje de la hélice (Motorkanone)
  - 2× MG 151/20 de 20 mm en las raíces alares

## Dato adicional
- A fines de 1944 Kurt Tank fue interceptado por cuatro aviones P-51 Mustang mientras volaba un Ta 152H en dirección a la fábrica de Focke-Wulf en Cottbus. Como no podía entablar combate con los aviones enemigos ya que sus armas no estaban cargadas, el diseñador del Ta 152 utilizó el MW-50 y alcanzó rápidamente los 755 km/h que le permitieron escapar de los cuatro cazas aliados. Vale aclarar que no hay ninguna evidencia que soporte esta historia, no existe evidencias de este encuentro en los registros aliados, por lo que lo único que valida esta historia es la palabra de Tank.[2]

### Desarrollos relacionados
- Focke-Wulf Fw 190

### Secuencias de designación
- Sistema de designación aeronaves del RLM: ← Go 149 · Go 150 · Kl 151 · Ta 152 · Kl 152 · Ta 153 · Ta 154 →

### Listas relacionadas
- Anexo:Cazas de la Segunda Guerra Mundial
- Anexo:Aeronaves militares de Alemania en la Segunda Guerra Mundial